# 香港科技大學商學院
香港科技大學工商管理學院（School of Business and Management, The Hong Kong University of Science and Technology），簡稱「香港科大商學院」（HKUST Business School），為香港科技大學屬下的研究型學院，是該大學四所學院之一，提供本科生及研究生課程。
工商管理學院於1991年隨大學創辦而創立，現時在該校位於香港新界西貢區大埔仔的校園有專屬大樓，名為「李兆基商學大樓」（Lee Shau Kee Business Building）。

## 歷任院長
- 陳玉樹（1993年至2001年）
- 陳家強（2001年至2002年署任，2002年至2007年就任）
- 鄭國漢（2007年至2008年署任，2008年至2013年就任）
- 陳家樂（2013年至2014年署任）
- 邢吉天（Jitendra V Singh，2014年至2016年就任）
- 譚嘉因（2016年至2024年就任）
- 許佳龍（2024年7月就任）

商學院創辦人陳玉樹及後來任院長的鄭國漢離任後先後成為嶺南大學校長；陳家強則為前任財經事務及庫務局局長，曾署任院長的陳家樂是其胞弟。

## 系所設置
現時工商管理學院共設六個學系：
- 會計學系（Department of Accounting，ACCT）
- 經濟學系（Department of Economics，ECON）
- 財務學系（Department of Finance，FINA）
- 資訊、商業統計及營運管理學系（Department of Information Systems, Business Statistics and Operations Management，ISOM）
- 管理學系（Department of Management，MGMT）
- 市場學系（Department of Marketing，MARK）

## 提供課程

### 學士課程
隨著三三四學制實施，科大商學院在2012年開始提供四年制課程，主要招收憑香港中學文憑考試（HKDSE）成績入學的學生。與科大其他學院一樣，商學院自該年起採用學院收生制，選擇JS5003工商管理之學生在入學後首年／首兩年先修讀各項主修科目的基礎知識，至大學一年級期末或二年級期末方按個人興趣及專長選擇主修。下列科大商學院在該制度下為聯招學生提供的課程選擇，名稱按照大學聯招辦事處所公佈之資料：
- JS5003－工商管理（Business and Management，簡稱「B&M」）
- JS5013－環球商業管理（Global Business，簡稱「GBUS」）

JS5003學生其後可選擇的主修包括9項工商管理學士課程及兩項理學士課程，臚列如下：
- 工商管理學士（經濟學） BBA in Economics (ECON)
- 工商管理學士（財務學）BBA in Finance (FINA)
- 工商管理學士（環球商業管理） BBA in Global Business (GBUS)
- 工商管理學士（綜合商業管理學） BBA in General Business Management (GBM)
- 工商管理學士（資訊系統學） BBA in Information Systems (IS)
- 工商管理學士（營運管理學） BBA in Operations Management (OM)
- 工商管理學士（市場學） BBA in Marketing (MARK)
- 工商管理學士（管理學） BBA in Management (MGMT)
- 工商管理學士（專業會計學） BBA in Professional Accounting (ACCT)
- 理學士（經濟及財務學） BSc in Economics and Finance (ECOF)
- 理學士（計量財務學） BSc in Quantitative Finance (QFIN)
- 理學士（風險管理及商業智能學）BSc in Risk Management and Business Intelligence (RMBI)

當中GBUS、ECOF與QFIN在入學首年末招生，其餘各項則在次年末選報。
以下為科大商學院在三三四新學制前所提供的課程，及有關課程編號（科大對聯招及非聯招申請均採用同一課程編號）。
- 5921 - 工商管理学士(环球商业管理)
- 5701 - 工商管理学士
  - 主修：专业会计学(5713)、经济学、财务学、资讯系统学、营运管理学、组织管理学、市场学
- 5751 - 理学士（经济及财务学）
- 5787 - 理学士（计量财务学）
- 5309 - 科技及管理學雙學位課程(需修讀4年)

過往主修资讯系统学曾經被分配一獨立的課程編號(5816)，流程和報讀专业会计学一樣，但自2008/2009年起取消。
课程设计采用学分制。2012年之前，中国内地學生需修毕至少120学分以达学士学位毕业资格，而且將於第二年選擇主修。香港學生需修毕至少99学分，於第二年選擇主修。2012年香港334轉制之后，兩地學生所需修讀學制與學分一致，均為4年120學分。並在入學時按照學院制度入學而不選擇主修。

### 碩士及博士課程

#### 理學碩士
- 經濟學理學碩士課程
- 金融科技學理學碩士課程
- 金融學理學碩士課程
- 資訊系統管理學理學碩士課程
- 環球金融理學碩士課程－與紐約大學 Leonard N. Stern School of Business合辦
- 會計學理學碩士課程
- 商業分析學理學碩士課程
- 環球運營管理理學碩士課程
- 國際管理理學碩士課程
- 市場學理學碩士課程

#### 哲學博士
哲學博士課程依循北美課程模式，獲國際認可標準。該課程為以教學及／或研究為職業的學生而設，為學生提供學術及商業兩個範疇的合作機會。

#### 工商管理博士
課程為期四年

## 旗下研究中心
科大商學院目前共有6個研究中心，在不同商業範疇中作研究。
- 商業及社會數據分析中心
- 商業戰略與創新研究中心
- 經濟發展研究中心
- 陳江和亞洲家族企業與創業研究中心
- 康信商業案例研究中心
- 投資研究中心

## Beta Gamma Sigma 科大分會
Beta Gamma Sigma 科大分會於2007年12月1日成立。只有開辦獲國際管理教育協會認可商學課程之院校，方有資格成立 Beta Gamma Sigma 分會。科大的分會每年只會邀請成績優異的學生加入分會。2007年，連同碩士生、博士生及教員在內，共有115人被挑選成為Beta Gamma Sigma科大分會會員。

## 和其他的院校合作
- 香港科技大學 / 紐約大學Stern商學院 - 環球金融理學碩士課程。
- 西北大學凱洛格管理學院 / 香港科大商學院 - 凱洛格－科大行政人員工商管理碩士課程  (EMBA)
- 歐亞高層管理人員工商管理碩士課程 - 與莫斯科斯科爾科沃管理學院 (SKOLKOVO)合辦
- 全球工商管理學士課程 - 與美國南加州大學及意大利博科尼大學合辦 (WBB是3學位課程）

## 國際認同
科大商學院是區內首間獲得US-based Association to Advance Collegiate Schools of Business (AACSB International) 和 European Quality Improvement System (EQUIS) 認可的學院。

## 世界排名
《金融時報》亞太區商學院排名2018，科大商學院獲評第五。《金融時報》行政人員工商管理碩士（EMBA）課程排名（2018），把科大與合辦的商學課程評為世界第一。而工商管理碩士課程（MBA）排名（2018）則為世界第十四位，這同時也是香港第一。科大的全日制工商管理碩士課程在《經濟學人》排名（2016）位列世界第70位。

## 資料來源
1. ↑  .   [2008-04-14]. （原始内容存档于2019-06-09）. （页面存档备份，存于）
2. ↑  .   [2019-01-29]. （原始内容存档于2021-11-29）. （页面存档备份，存于）
3. ↑  .   [2019-01-29]. （原始内容存档于2018-01-21）. （页面存档备份，存于）
4. ↑  .   [2019-01-29]. （原始内容存档于2021-01-23）. （页面存档备份，存于）
5. ↑  .   [2019-01-29]. （原始内容存档于2019-06-05）. （页面存档备份，存于）

## 外部連結
- 香港科技大學
- 香港科技大學商學院